# Cupedora yappalana
Cupedora yappalana är en snäckart som beskrevs av Alan Solem 1992. Cupedora yappalana ingår i släktet Cupedora och familjen Camaenidae. Inga underarter finns listade i Catalogue of Life.